# Denis de Sallo
Denis  Senhor de la Coudraye (Paris, 17 de Março de 1626 – Paris, 14 de Maio de 1669) foi o fundador do Journal des sçavans, o primeiro periódico literário e científico da Europa.

## Vida
De Sallo obteve educação clássica e foi admitido na Ordem dos Advogados de Paris em 1652, embora mais tarde tenha se dedicado a aspectos acadêmicos da lei em vez de prática ativa, servindo também como advogado no governo francês. Ele pertencia à camarilha de Jean-Baptiste Colbert, ministro das finanças de Luís XIV, e teve contatos ativos com outros estudiosos europeus proeminentes.
Em 1660, ele viajou para a Itália, indo entre outros lugares para Roma e Florença, onde conheceu muitos estudiosos italianos.
Em 1665 publicou o primeiro número do Journal des sçavans sob o pseudônimo de Sieur d'Hédouville. A ideia para o diário era semelhante em escopo a um esboço escrito pelo historiador François Eudes de Mézeray, que também pertencia à camarilha de Colbert e viveu brevemente na mesma casa de Sallo. Incluía o registro de notícias e invenções nas várias artes e ciências, decisões de tribunais seculares e eclesiásticos, resenhas de novos livros acadêmicos e outros itens de interesse mais amplo para um estudioso moderno. De 1666 a 1680, seu diário foi falsificado na Holanda por um editor Daniel Elzevier (não relacionado ao editor Elsevier).
Como um galicano leal, de Sallo gozava de considerável confiança da corte e recebeu um privilégio de vinte anos para publicar. Seu pseudônimo vem da aldeia Hédouville, de onde se diz que seu valete veio. O Journal sob sua direção foi suprimido após o décimo terceiro número, mas foi revivido pouco depois,  desta vez sob a direção de seu assistente Jean Gallois. A razão oficial para isso foi a falha de Sallo em enviar conteúdo para aprovação antes da publicação, mas provavelmente foi resultado da pressão de alguns autores influentes cujos trabalhos foram criticados pela revista.
A saúde de De Sallo se deteriorou em seus últimos anos, de modo que ele não conseguia andar; sua condição foi atribuída ao diabetes. Ele morreu em Paris no verão de 1669.